# 흰관앵무
흰관앵무(Cacatua alba), 일명 우산앵무, 엄브렐라코카투는 인도네시아 여러 섬의 열대우림에 서식하는 고유한 중간 크기의 흰색 코카투이다. 놀랐을 때, 크고 인상적인 반원형의 머리 깃털 볏을 펼치는데 그 모양이 우산과 비슷하여 우산앵무라는 별칭이 붙었다. 날개와 꼬리는 옅은 노란색 또는 레몬색을 띠며, 날아다닐 때 노출된다. 이는 노란색, 주황색 또는 분홍색 볏 깃털을 가진 유황앵무, 큰유황앵무, 규색관앵무와 같은 다른 흰 코카투 종들과 비슷하다.

## 이름
흰관앵무는 인도네시아 파푸아주의 부르메소어로 아야브(ayab, 복수형: 아요트, ayot)라고 불린다.

## 분류학
흰관앵무는 1776년 독일 동물학자 필리프 루트비히 슈타티우스 뮐러가 처음으로 분류했다. 종명 'alba'는 "흰색"을 의미하는 라틴어 형용사 'albus'의 여성형이다. 이 종은 대백앵무속(Cacatua) 내의 대백앵무아속(Cacatua)에 속한다. "흰 코카투"라는 용어는 대백앵무아속의 구성원뿐만 아니라 대백앵무속, 그리고 분홍앵무 및 갈라를 포함하는 더 큰 분류 구성원도 포함되어 일컫는다.

## 특징
흰관앵무는 길이가 약 50 cm이며, 작은 암컷은 약 400 g, 큰 수컷은 최대 800 g까지 나간다. 수컷 흰관앵무는 보통 암컷보다 머리가 더 크고 부리가 더 크다. 눈은 갈색 또는 검은색이며 부리는 짙은 회색이다. 성숙한 암컷 흰관앵무 중 일부는 붉은색/갈색 홍채를 가지며, 성체 수컷의 홍채는 짙은 갈색 또는 검은색이다.
흰관앵무의 깃털은 대부분 흰색이다. 하지만 큰 날개 깃털의 안쪽 절반의 뒷 가장자리의 위아래 표면은 노란색을 띤다. 날개 아랫면의 노란색은 가장 두드러지는데, 깃털 윗면의 노란색 부분이 바로 안쪽(몸에 더 가까운)과 위에 있는 흰색 깃털에 덮여 있기 때문이다. 마찬가지로 다른 꼬리 깃털에 덮인 큰 꼬리 깃털 부분과 큰 볏 깃털의 가장 안쪽 덮인 부분도 노란색이다. 짧은 흰색 깃털이 위쪽 다리에서 자라며 다리를 빽빽하게 덮는다. 이 종과 다른 종의 깃털은 탈크 파우더와 유사한 분말을 생성하여 옷에 쉽게 묻는다.
다른 코카투 및 앵무새와 마찬가지로, 흰관앵무는 두 발가락이 앞을 향하고 두 발가락이 뒤를 향하는 대지족 발을 가지고 있어 한 발로 서서 다른 발로 물체를 잡고 먹이를 먹거나 조작할 수 있다.
흰관앵무의 최대 수명은 잘 기록되어 있지 않다. 몇몇 동물원은 사육 상태에서 40~60년을 산다고 보고한다. 일화적인 보고에 따르면 더 오래 살 수도 있다고 한다. 야생에서의 수명은 알려져 있지 않지만 약 10년 더 짧을 것으로 추정된다.

## 분포 및 서식지
흰관앵무는 인도네시아 북말루쿠주의 할마헤라섬, 바칸섬, 트르나테, 티도레섬, 카시루타섬, 만디오리섬(바칸 열도)의 저지대 열대우림에 서식한다. 오비섬과 비사섬 (오비 열도)에서의 서식 기록은 외부에서 유입된 것으로 추정되며, 대만에서는 현지 도입 개체군이 번식한다. 해발 900 m 미만의 원시림, 벌채된 숲, 이차림에서 발견된다. 또한 맹그로브 숲과 코코넛 및 농업용지를 포함한 농장에서도 발견된다. 1991~1992년에는 개체수가 42,545~183,129마리로 추정되었지만 (Lambert 1993), 이는 바칸섬을 중심으로 한 조사에 기반한 것으로 종이 더 흔할 수 있는 할마헤라섬에서는 저평가되었을 가능성이 있다.
최근 관찰에 따르면 급격한 개체수 감소가 진행 중이며, 미래에는 그 폭이 더욱 증가할 것으로 예측된다 (Vetter 2009). 멸종위기에 처한 야생동·식물의 국제거래에 관한 협약 데이터에 따르면 1990년대 초반 새장 새 거래를 위한 상당한 포획률이 있었다. 최근 몇 년 동안 실제 및 잔여 개체수 비율 모두에서 연간 포획량이 감소했지만, 불법 거래는 계속되고 있으며 저평가되었을 가능성이 있다 (S. Metz in litt. 2013).

## 행동

### 번식
모든 코카투처럼, 흰관앵무는 큰 나무의 속이 빈 곳에 둥지를 튼다. 알은 흰색이며 보통 한 번에 두 개를 낳는다. 약 28일의 부화 기간 동안 암컷과 수컷 모두 알을 품는다. 큰 병아리는 작은 병아리보다 우세해지고 더 많은 먹이를 차지한다. 병아리는 부화 후 약 84일이 지나면 둥지를 떠나며 15~18주 후에 독립한다.
어린 개체는 3~4년 안에 성적으로 성숙한다. 구애 행동의 일환으로 수컷은 깃털을 부풀리고, 꼬리 깃털을 펼치고, 날개를 벌리고, 볏을 세운다. 그런 다음 튀어 오른다. 처음에는 암컷이 그를 무시하거나 피하지만, 암컷이 수컷의 구애를 받아들이면 서로 다가간다. 이렇게 서로 사귀게 된 한 쌍은 서로의 머리를 손질하고 꼬리 주위를 긁는 모습을 보인다. 이러한 행동은 짝짓기 유대를 강화하는 데 도움이 된다. 결국 수컷은 암컷 위에 올라타서 총배설강을 접합하여 실제 짝짓기를 수행한다. 유대된 쌍의 경우, 이 짝짓기 의식은 훨씬 짧으며 암컷이 수컷에게 먼저 다가갈 수도 있다. 둥지를 틀 준비가 되면 번식 쌍은 무리에서 분리되어 적절한 둥지 구멍 (보통 나무에 있는)을 찾는다.

### 먹이
야생에서 흰관앵무는 열매, 씨앗, 견과류, 과일 및 뿌리를 먹는다. 둥지를 틀 때는 곤충과 곤충 유충을 포함한다. 자연 서식지에서 우산앵무는 보통 파파야, 두리안, 랑삿, 람부탄과 같은 다양한 씨앗, 견과류 및 과일을 먹는다. 또한 밭에서 자라는 옥수수를 먹기 때문에 상당한 피해를 입히므로 농부들에게는 해충으로 간주된다. (BirdLife International, 2001) 그들은 또한 귀뚜라미 (메뚜기목)와 같은 큰 곤충과 도마뱀붙이와 같은 작은 도마뱀을 먹는다. 사육되는 새들은 보통 다양한 씨앗, 견과류, 말린 과일 및 채소를 포함하는 앵무새 혼합 사료를 제공받는다. 또한 씹고 오락을 위해 많은 신선한 채소, 과일 및 나뭇가지 (잎이 있는)를 제공해야 한다.

## 보전 상태
흰관앵무는 IUCN에서 멸종위기종으로 간주된다. 야생 개체수는 새장 새 거래를 위한 포획과 서식지 손실로 인해 감소했다. CITES 부록 II에 등재되어 있어 야생에서 포획된 새의 수출입을 제한하여 보호를 받는다. 버드라이프 인터내셔널은 인도네시아 정부가 발행한 포획 할당량이 1991년 '일부 지역에서 최대 18배 초과'되었으며, 최소 6,600마리의 우산앵무가 야생에서 포획되었다고 밝히고 있다. 비록 최근에는 야생에서 포획되는 새의 수가 수치적으로나 전체 개체수 대비 비율로 보나 감소했지만 말이다. RSPCA가 지원한 인도네시아 NGO ProFauna의 조사에 따르면 야생에서 포획된 흰관앵무의 상당한 수준의 거래가 여전히 발생하고 있으며, 2007년에 할마헤라섬 북부에서 200마리 이상이 포획되었다고 한다. 할마헤라에서 포획된 앵무새 (흰관앵무, 채터링로리, 자색목로리, 장미앵무) 중 약 40%는 필리핀으로 밀수되고, 약 60%는 특히 수라바야와 자카르타의 새 시장을 통해 인도네시아 국내 거래로 유입된다.
보호되는 앵무새의 불법 거래는 인도네시아 법률 1990년 제5호(천연자원 및 생태계 보존에 관한 야생동물 법률)를 위반한다.

## 역사
흰관앵무는 당나라 시대에 중국에서 꽤 인기가 많았으며, 이는 관음을 흰 앵무새와 함께 묘사하는 방식에 영향을 미쳤다. 제4차 십자군도 1229년 신성 로마 황제 프리드리히 2세와 바빌론 술탄 사이에 흰관앵무를 선물로 주고받으며 봉인되었다.

## 갤러리

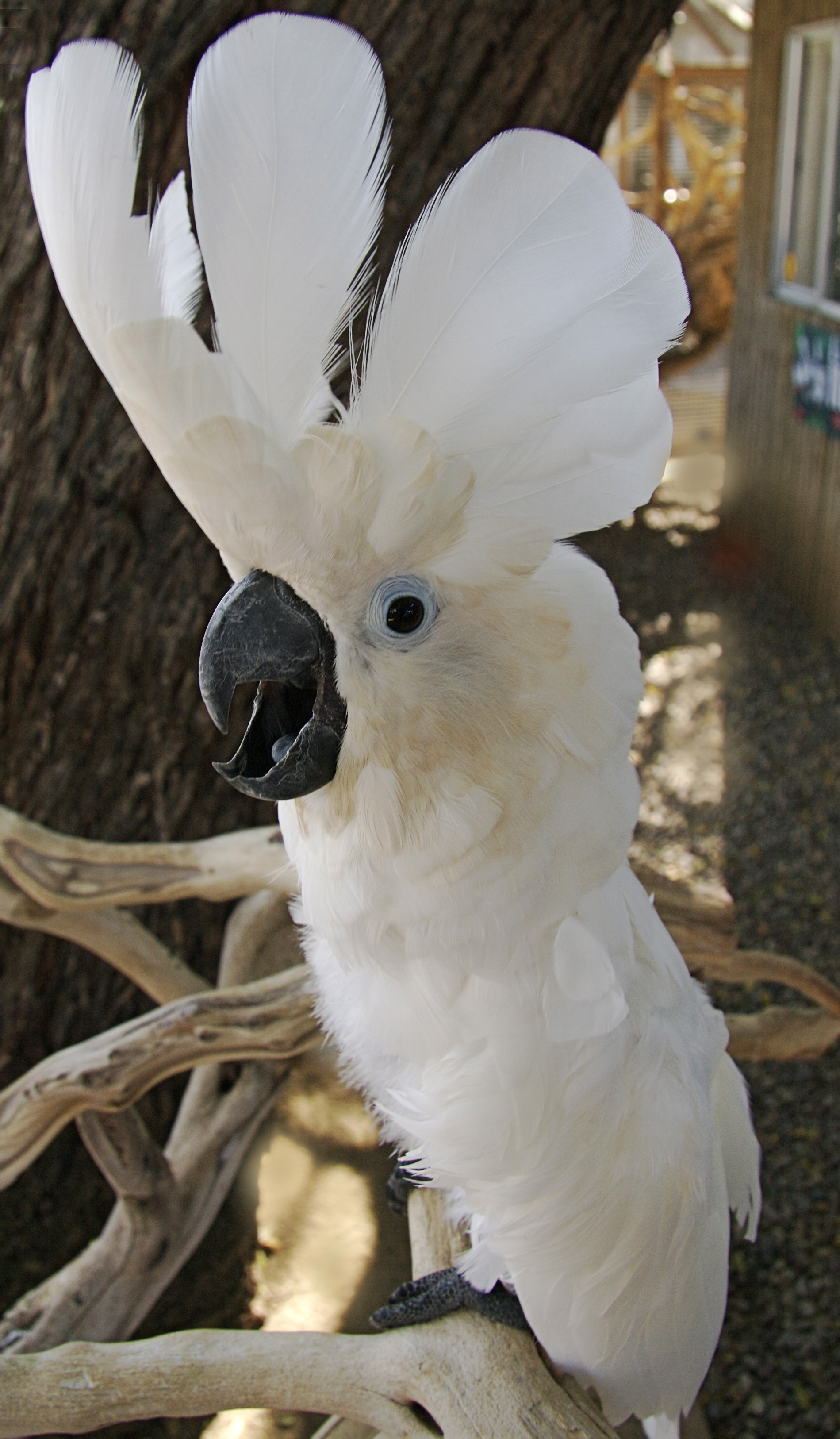
볏을 펼쳐 반원형의 볏 깃털 모양을 보여주는 모습
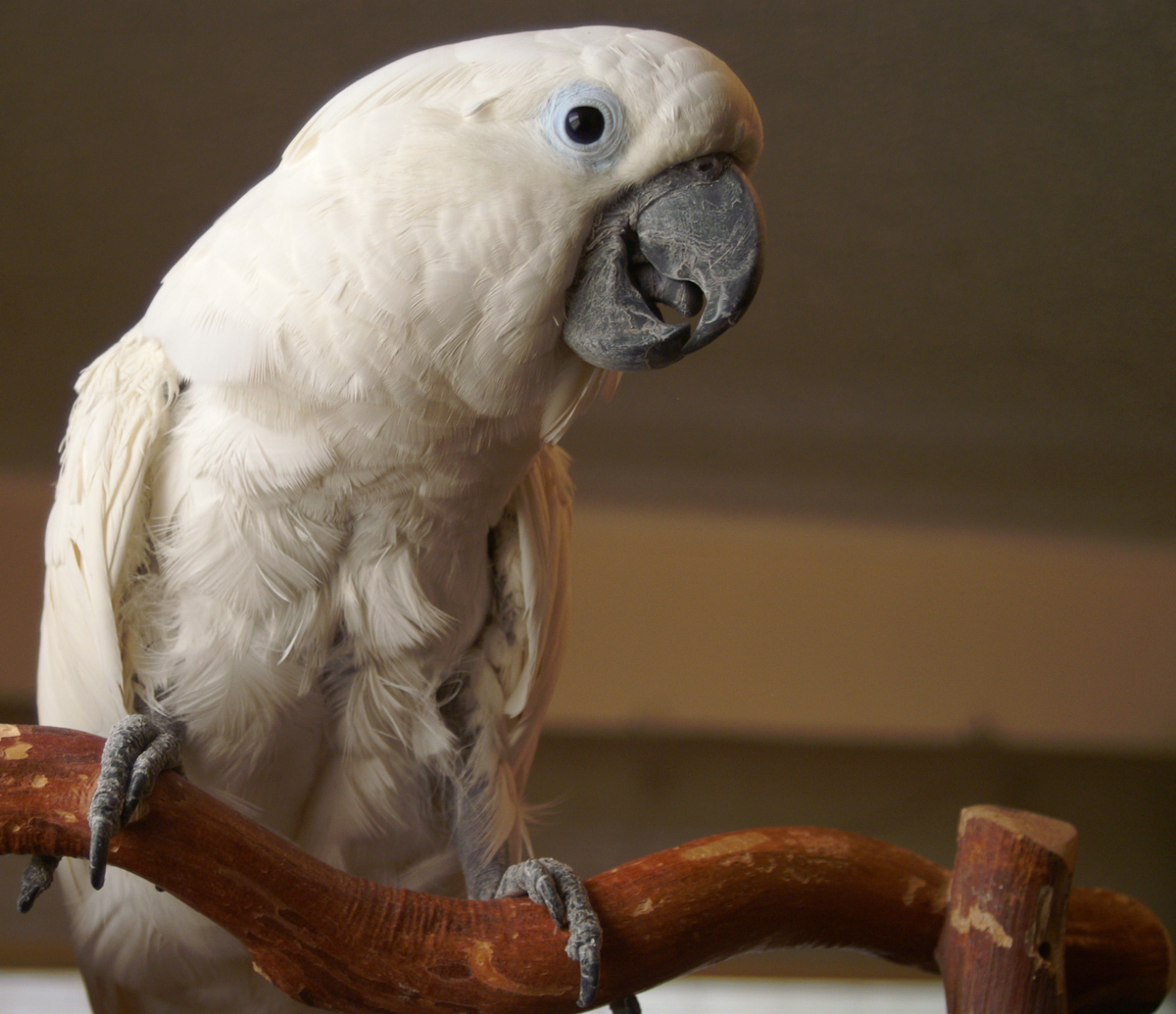
볏을 접은 모습
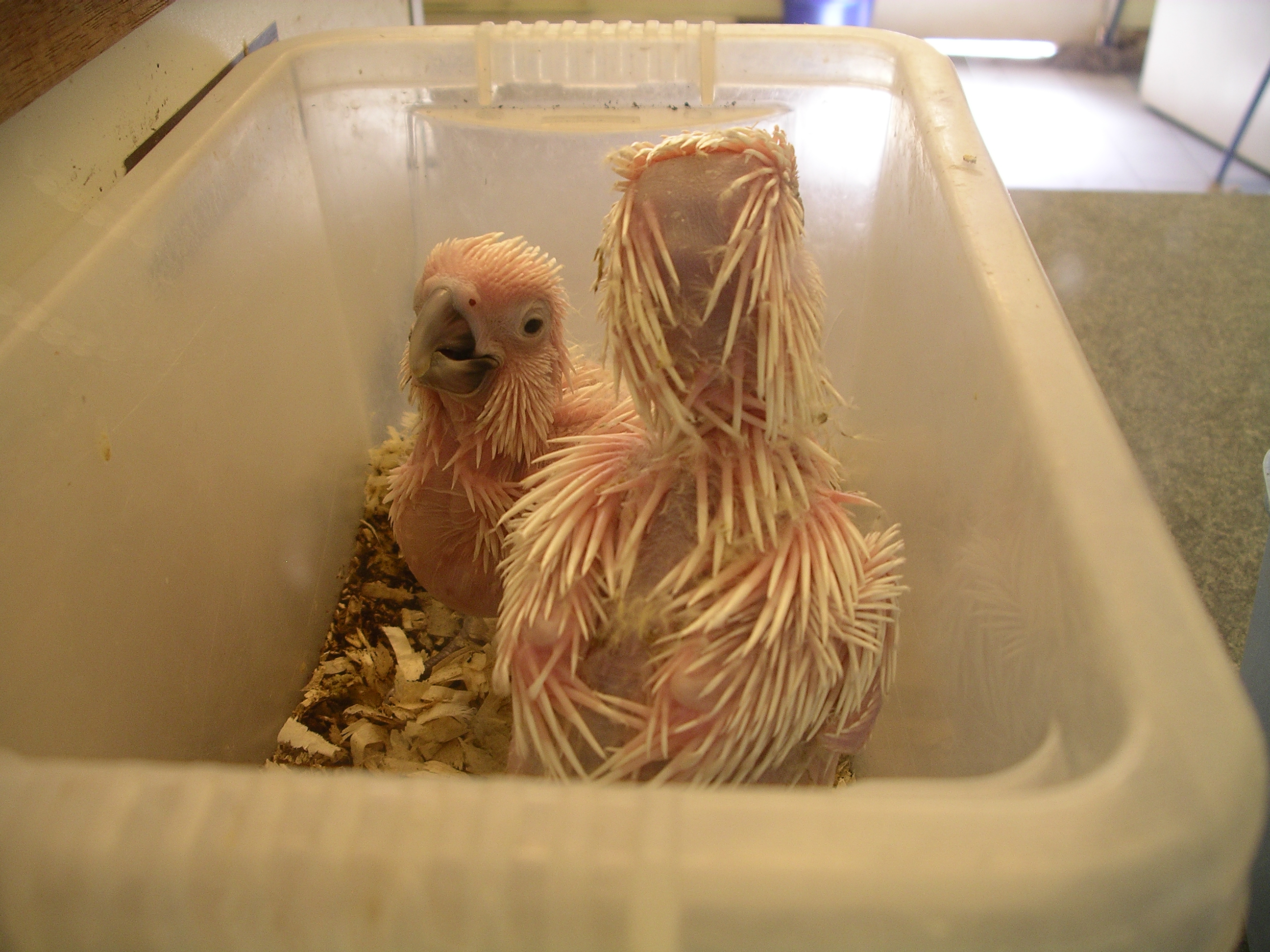
흰관앵무 새끼. (사람이 키움)
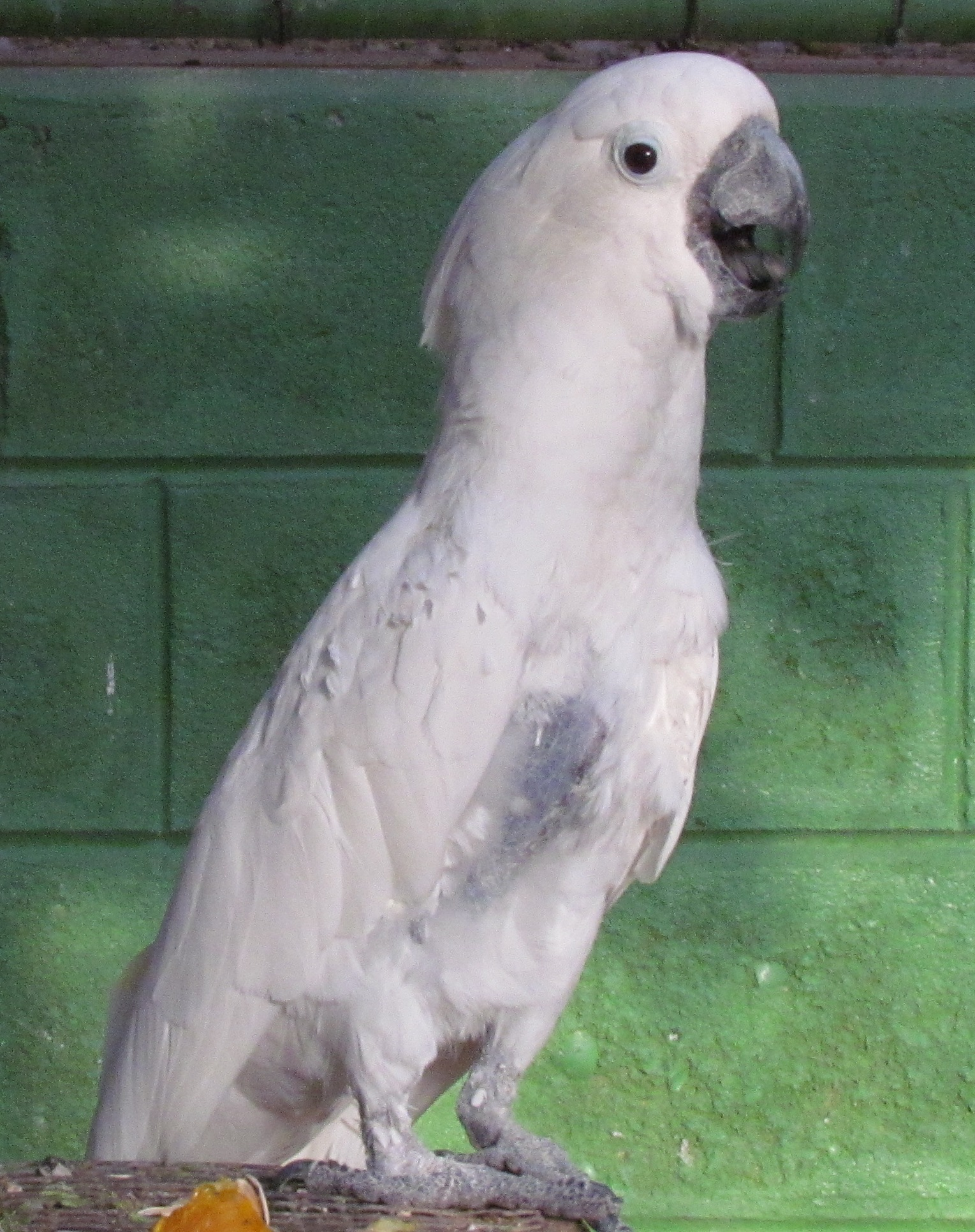
깃털을 약간 뽑는 문제가 있는 흰관앵무
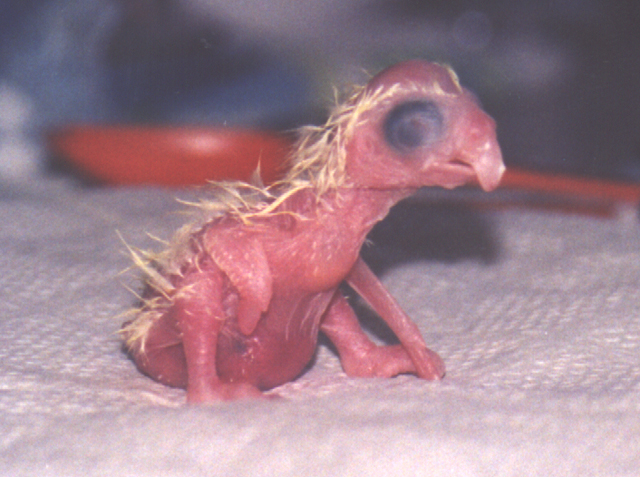
갓 태어난 모습. 껍질에서 갓 나와 아직 마르지 않은 모습
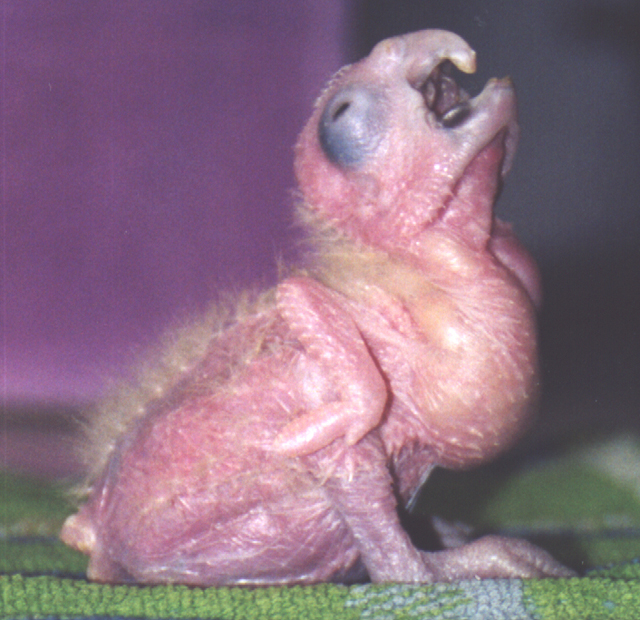
생후 3주차. 눈이 처음으로 뜨기 시작했다. 아직 알이빨이 있다. 손으로 먹인 후 가득 찬 소낭.
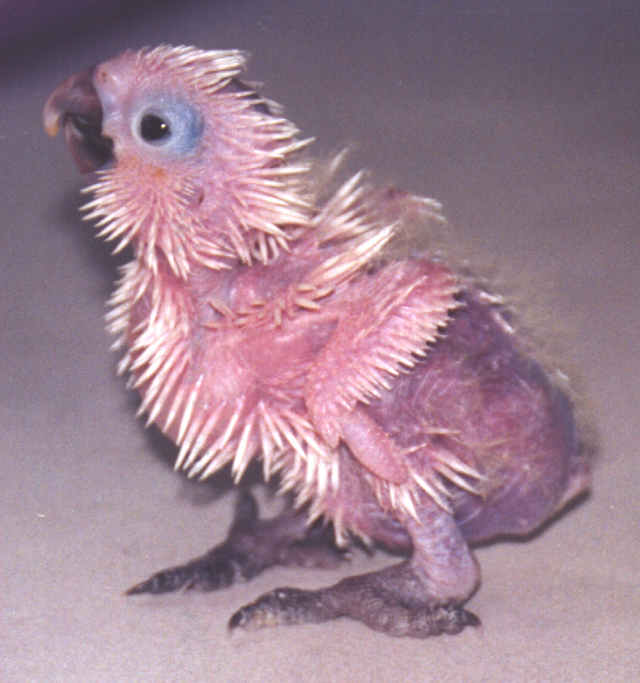
생후 6주차. 깃대가 있는 깃털이 발달하고 있다. 알이빨이 사라졌다.
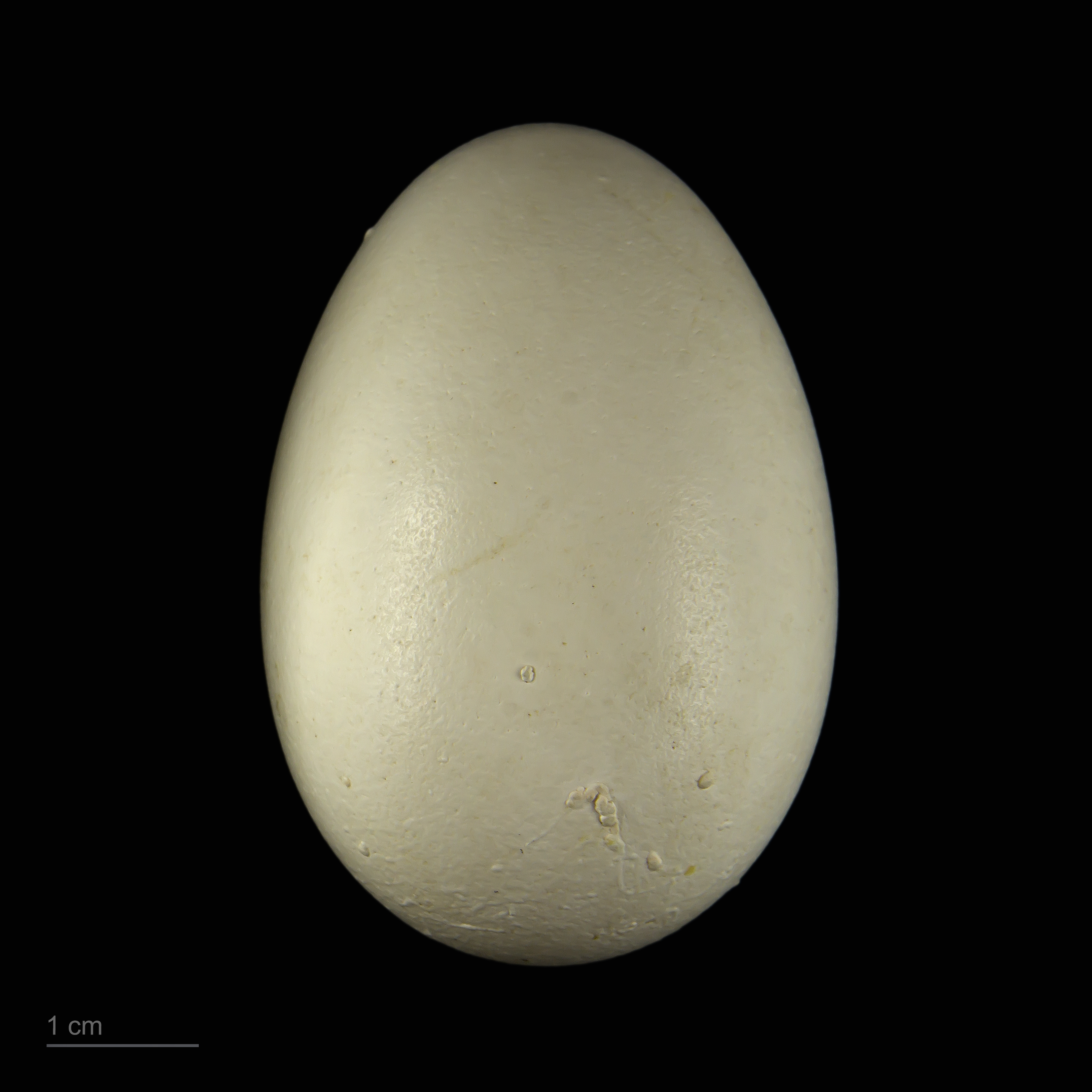
MHNT의 흰관앵무

## 더 읽어보기
- Handbook of the Birds of the World – Volume 4 ("Cacatuidae"): Sandgrouse to Cuckoos. del Hoyo J, Elliott A, Sargatal J. Lynx Edicions. ISBN 84-87334-22-9.